# Leiothrix subulata
Leiothrix subulata är en gräsväxtart som beskrevs av Silveira. Leiothrix subulata ingår i släktet Leiothrix och familjen Eriocaulaceae. Inga underarter finns listade i Catalogue of Life.